# آشپزی مستعمرات سیزده‌گانه
آشپزی مستعمرات سیزده‌گانه شامل انواع غذاها، عادت‌های غذایی و سبک‌های آشپزی مستعمرات پادشاهی متحده در آمریکای شمالی پیش از تأسیس ایالات متحده آمریکا در دهه ۱۷۷۰ (میلادی) و ۱۷۸۰ (میلادی) میلادی می‌باشد. این سبک آشپزی انشعابی از آشپزی می‌باشد که در سرزمین‌های مادر ایالات متحده آمریکا یعنی جزایر بریتانیا به ویژه سرزمین انگلند مرسوم بوده‌است. در جریان تجارت محصولات کشاورزی بین پادشاهی متحده بریتانیا با جهان نو، محصولات زراعی متعددی وارد این سرزمین‌ها گردید. سبک غذایی مستعمرات سیزده‌گانه با حیوانات بومی آمریکا نظیر بوفالو و گوزن نیز عجین شده بود.

## نگارخانه

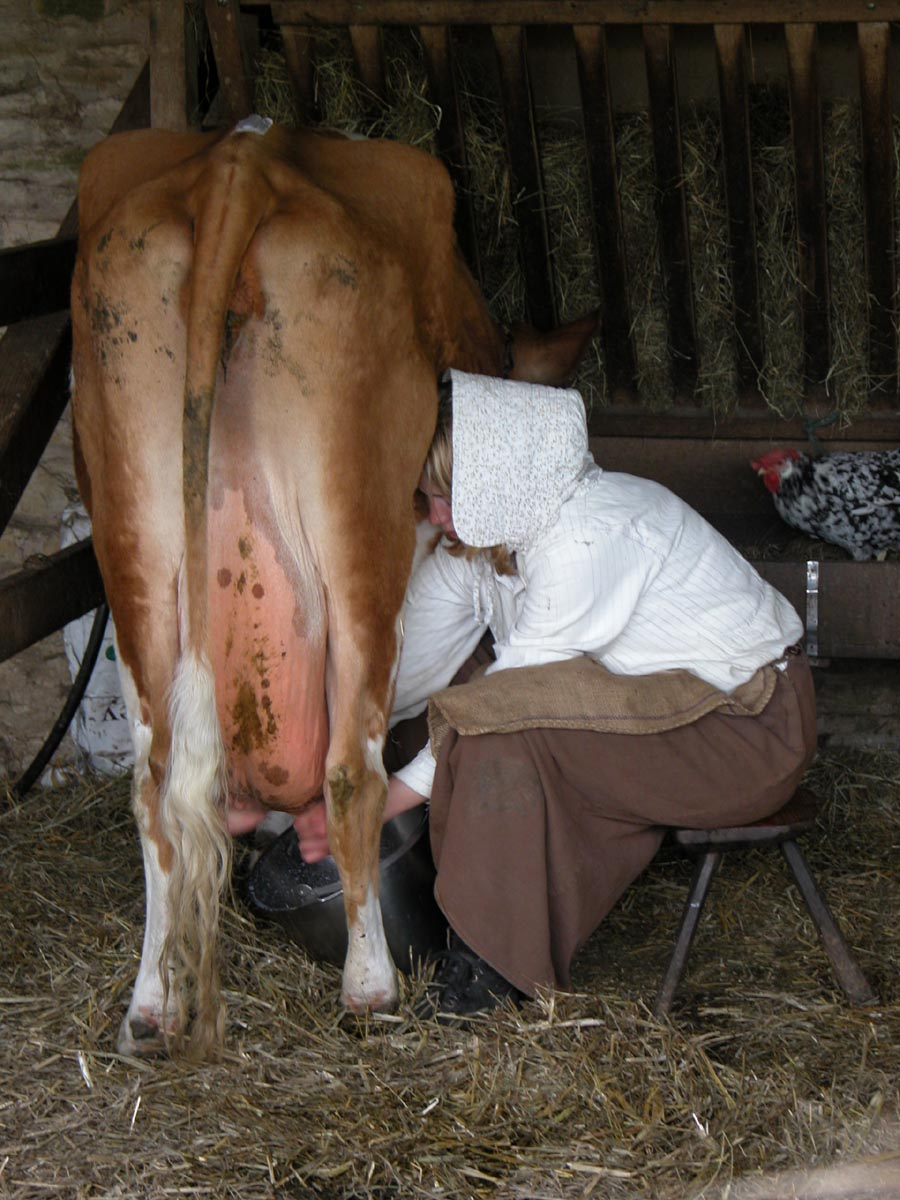
با محدود شدن و نادر شدن غذاهای شکاری در مستعمرات سیزده‌گانه، مصرف گوشت گاو، بره و گوسفند افزایش پیدا کرد.
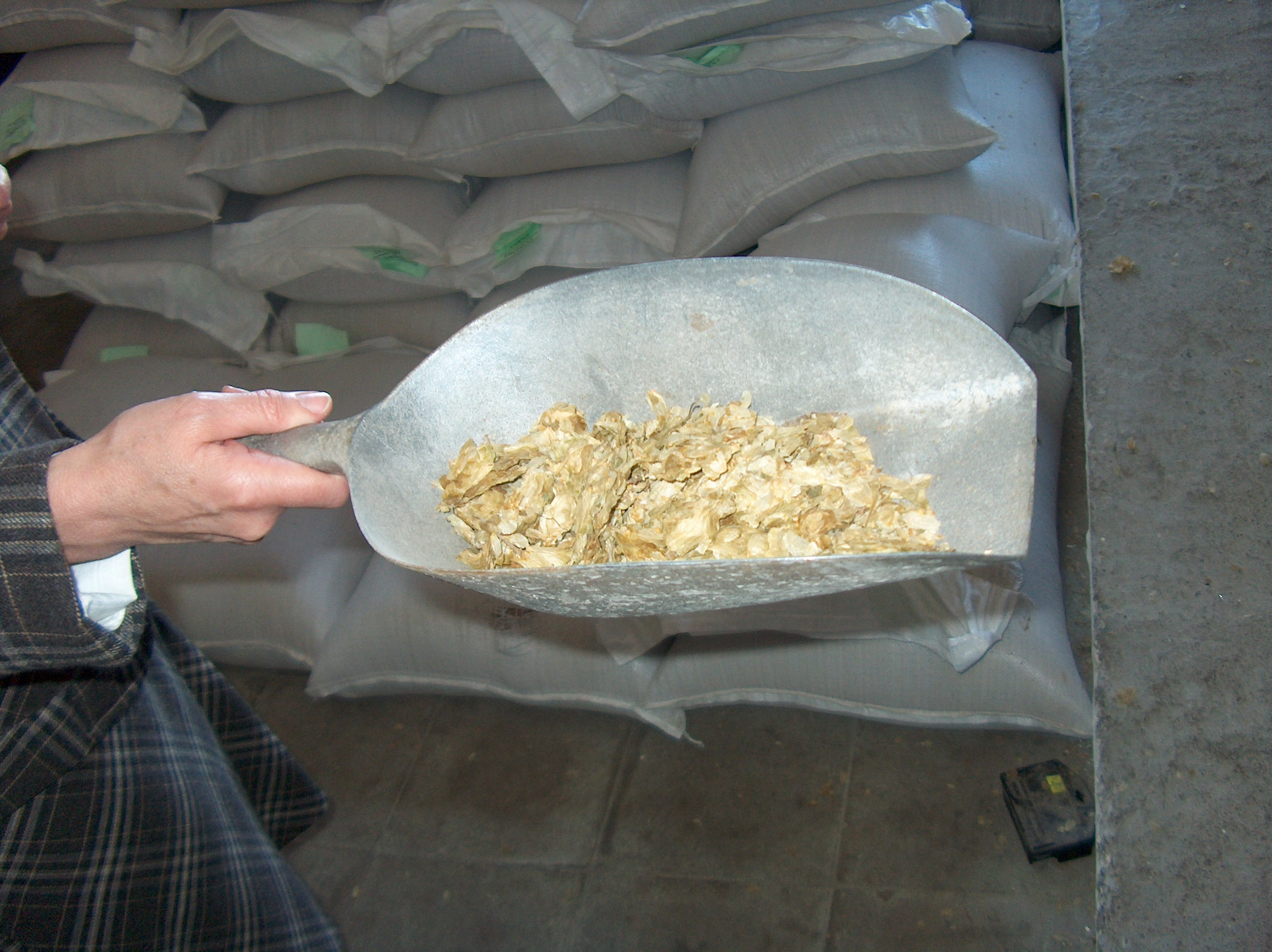
در مستعمرات سیزده‌گانه، میوه رازک در تهیه آبجو به عنوان یک ماده اصلی استفاده می‌شد.
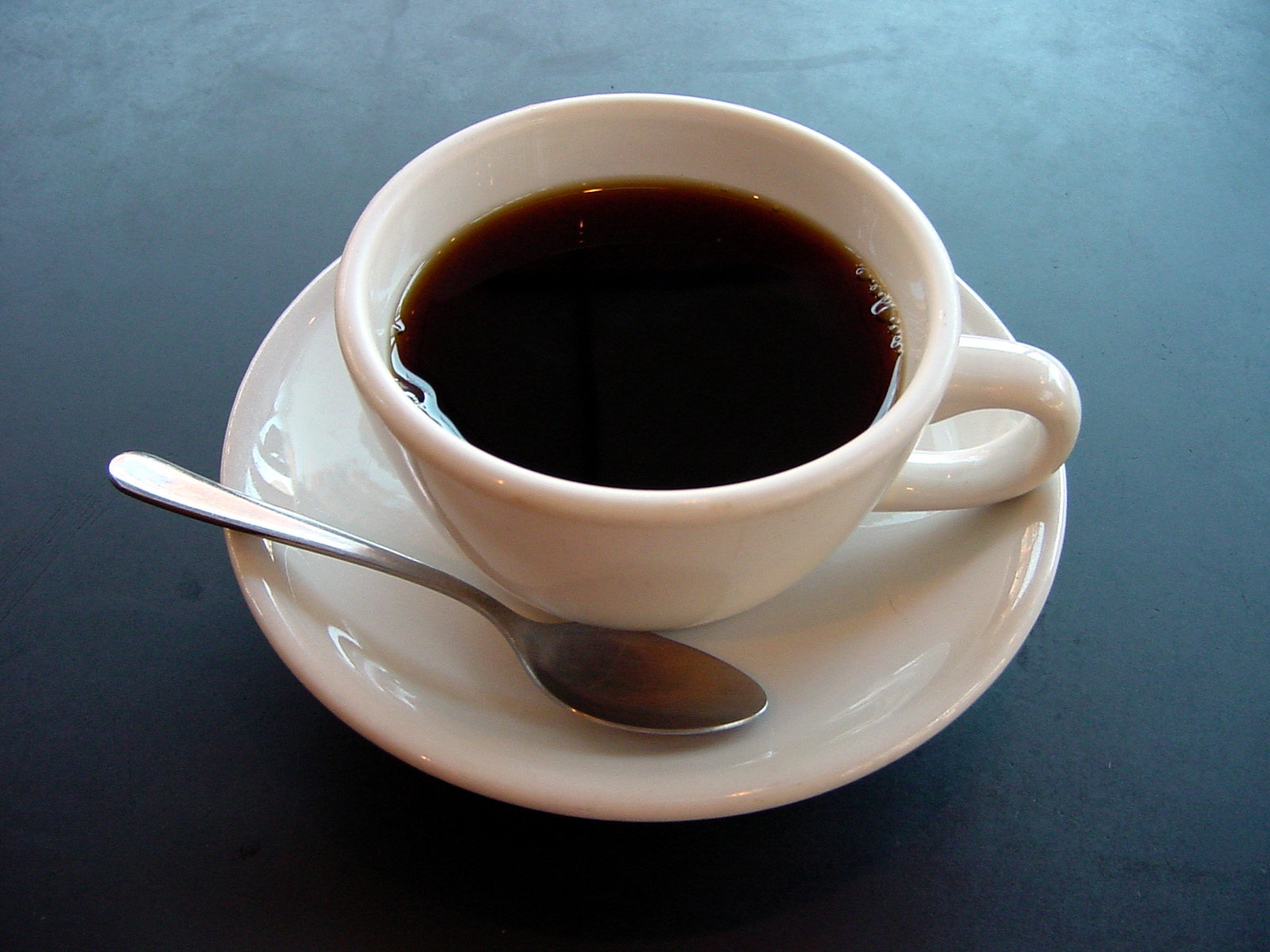
پس از تصویب قانون چای در سال ۱۷۷۳، قهوه نوشیدنی جایگزین در آمریکا شد.
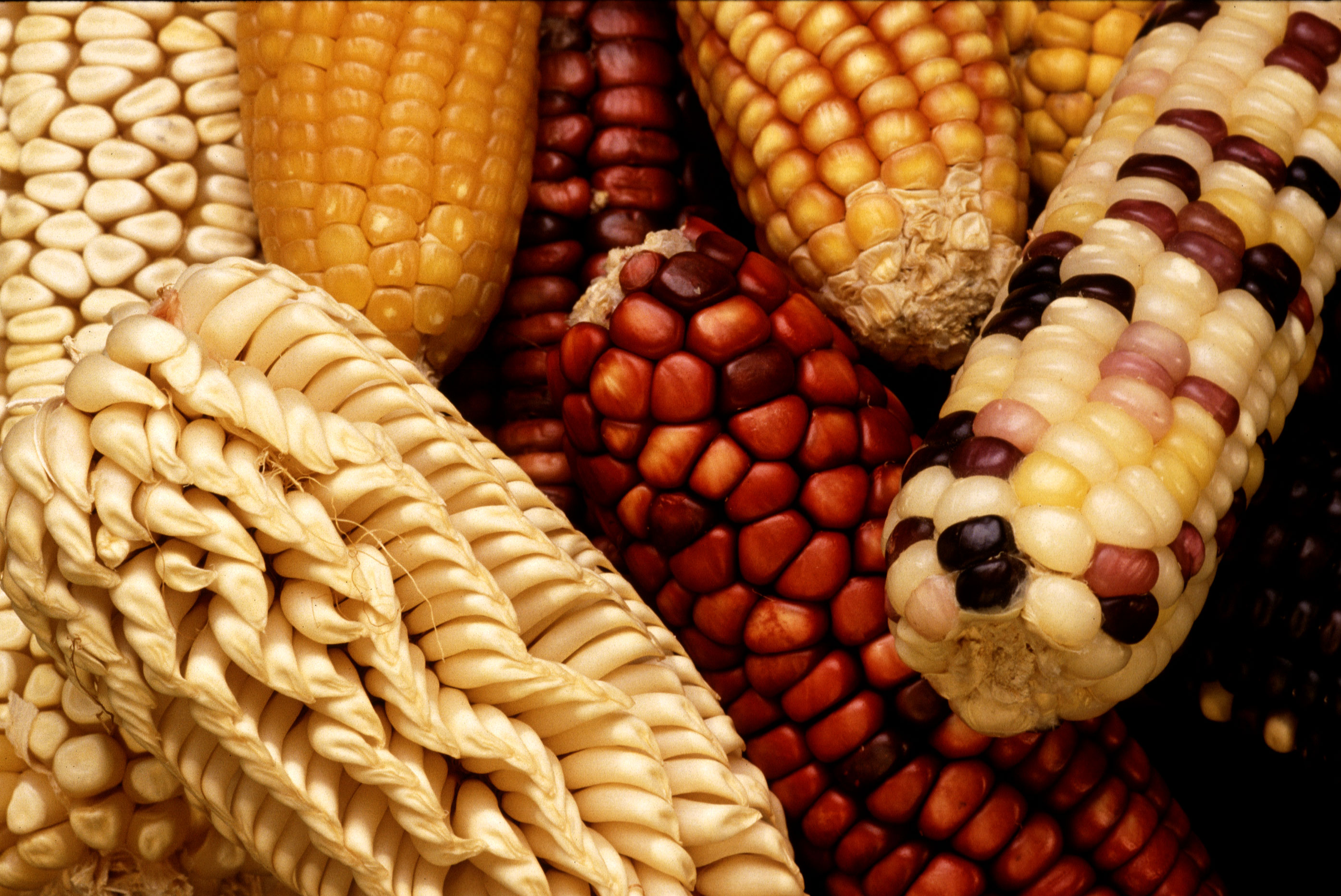
آمریکا با توسعه کشت ذرت، کشور پیشرو در زمینه تولید ویسکی گردید.
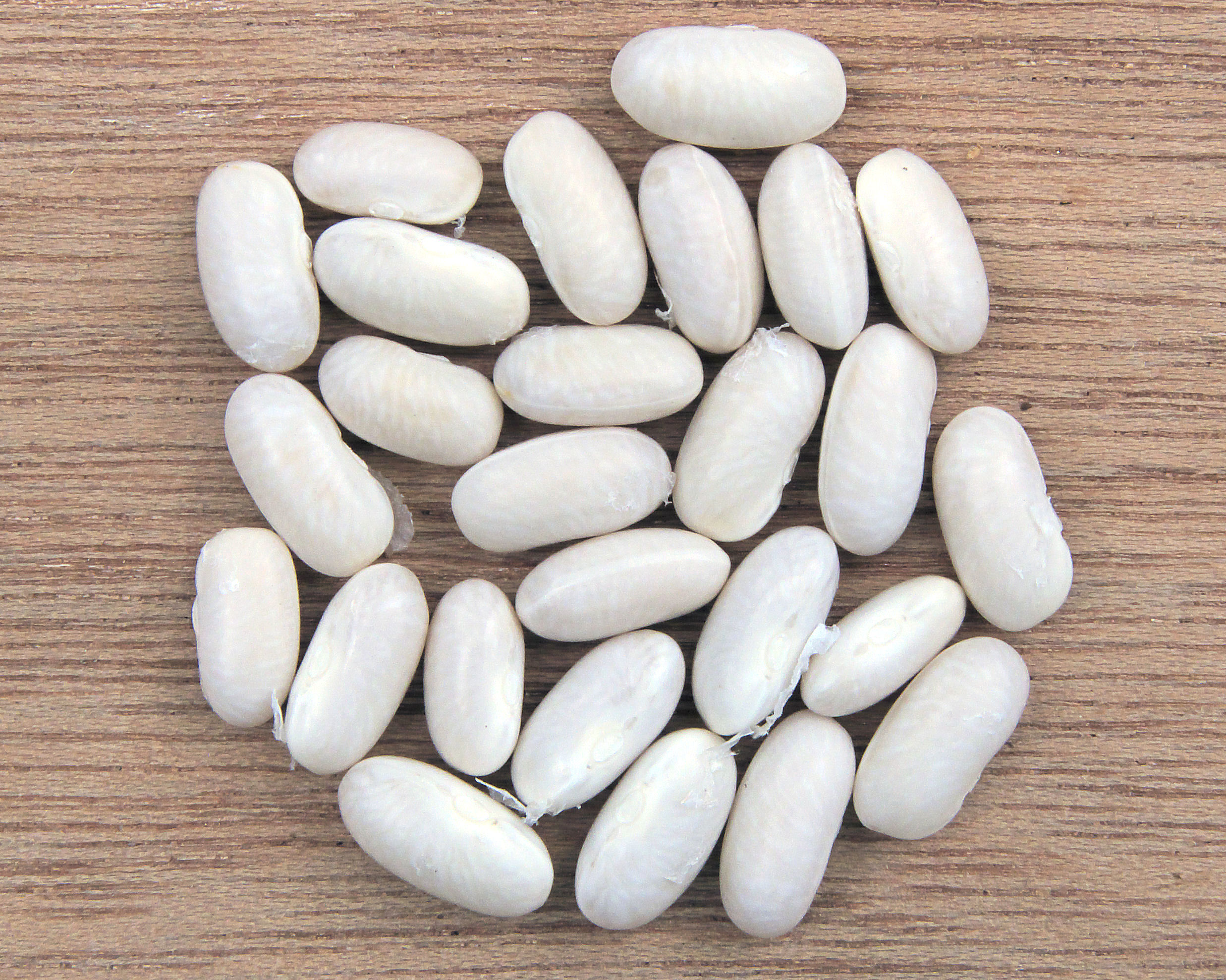
لوبیا به عنوان یک محصول بومی در آمریکا جزء جدانشدنی رژیم غذایی آمریکایی‌ها شده بود.
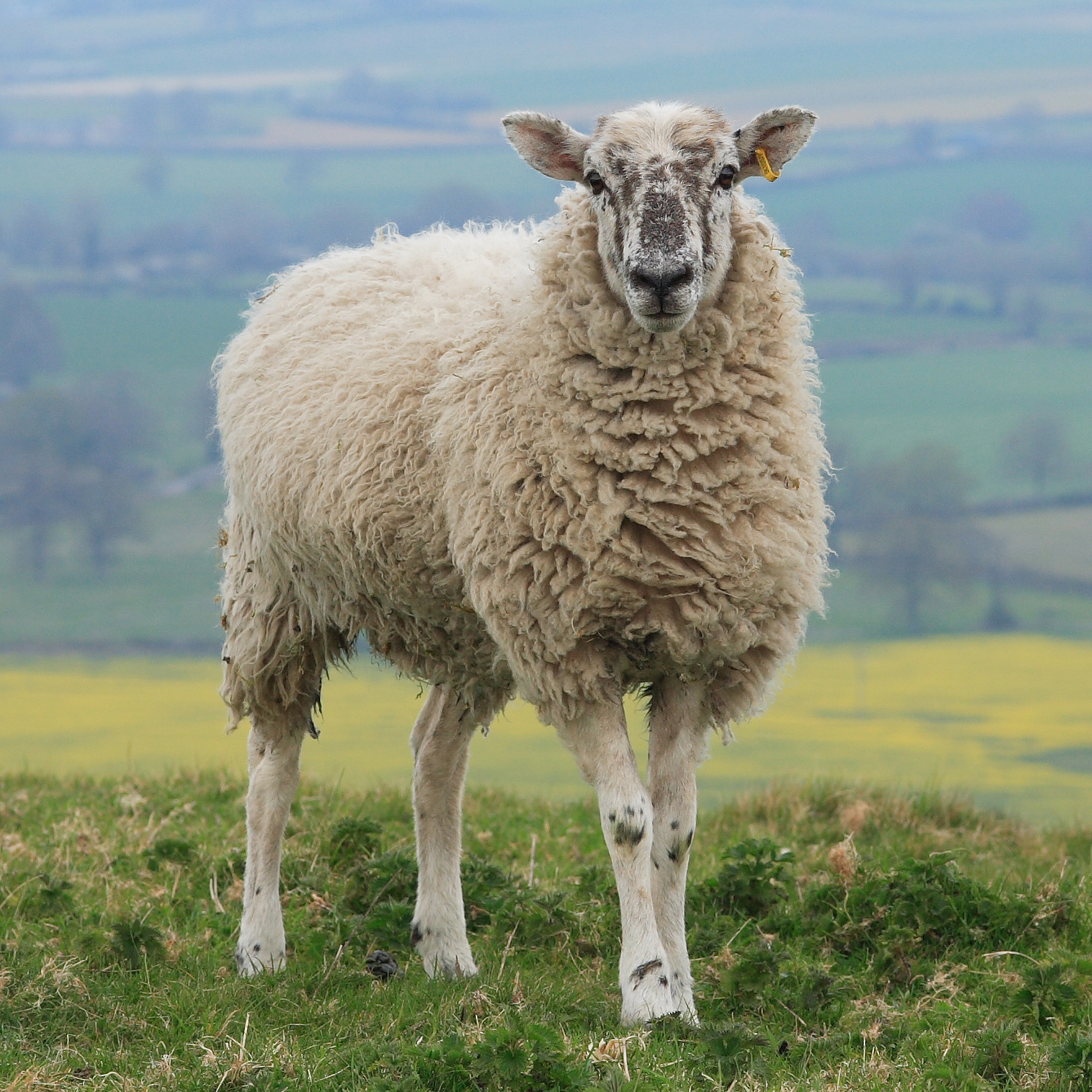
گوسفند از احشام در دسترس آمریکایی بود.
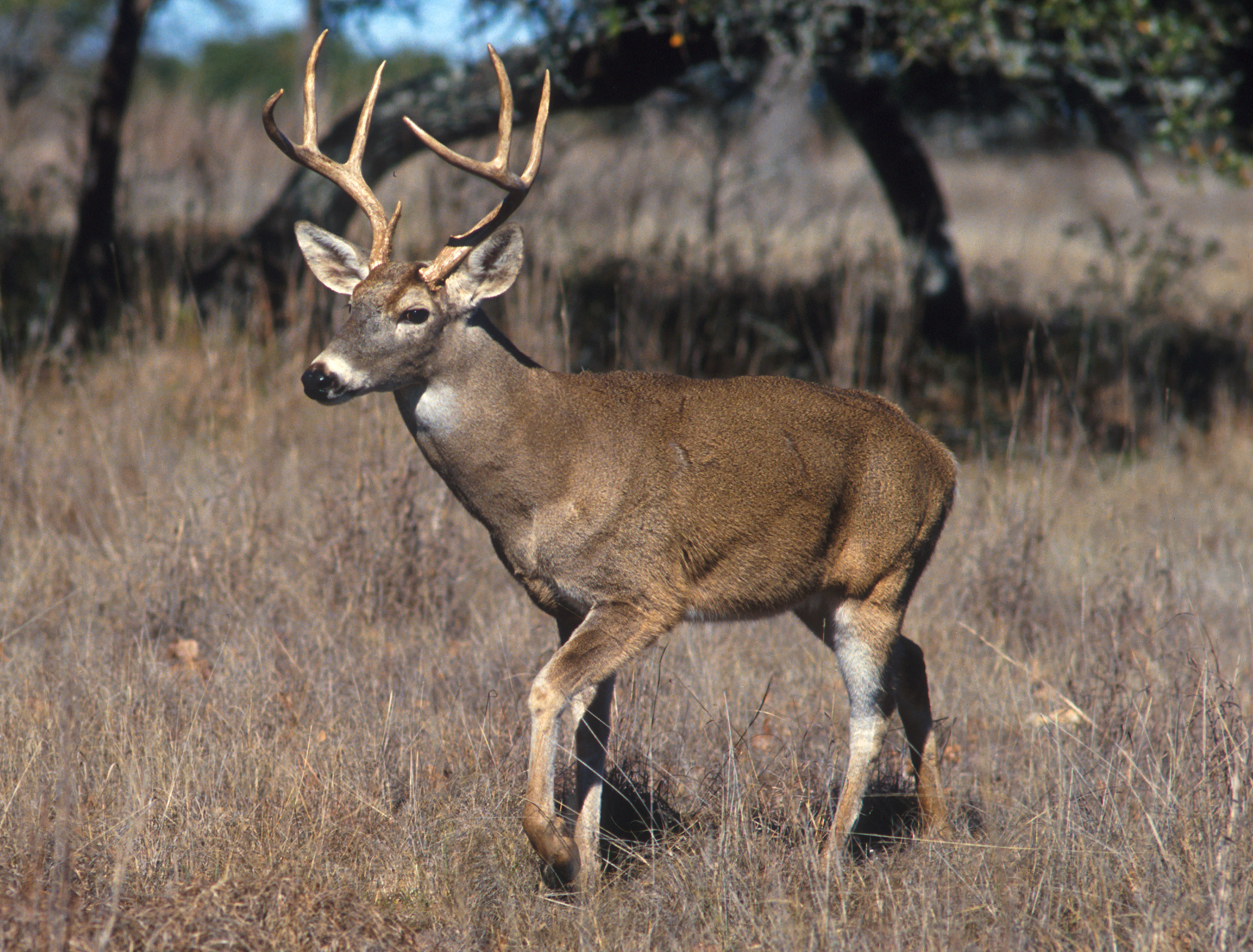
گوزن از گوشت‌های شکاری پرطرفدار در آمریکا در زمان استعمار بریتانیا محسوب می‌شد.
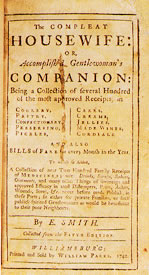
کتاب آشپزی کمپلیت هاوس وایف در مستعمرات سیزده‌گانه با دفعات زیاد چاپ گردید.
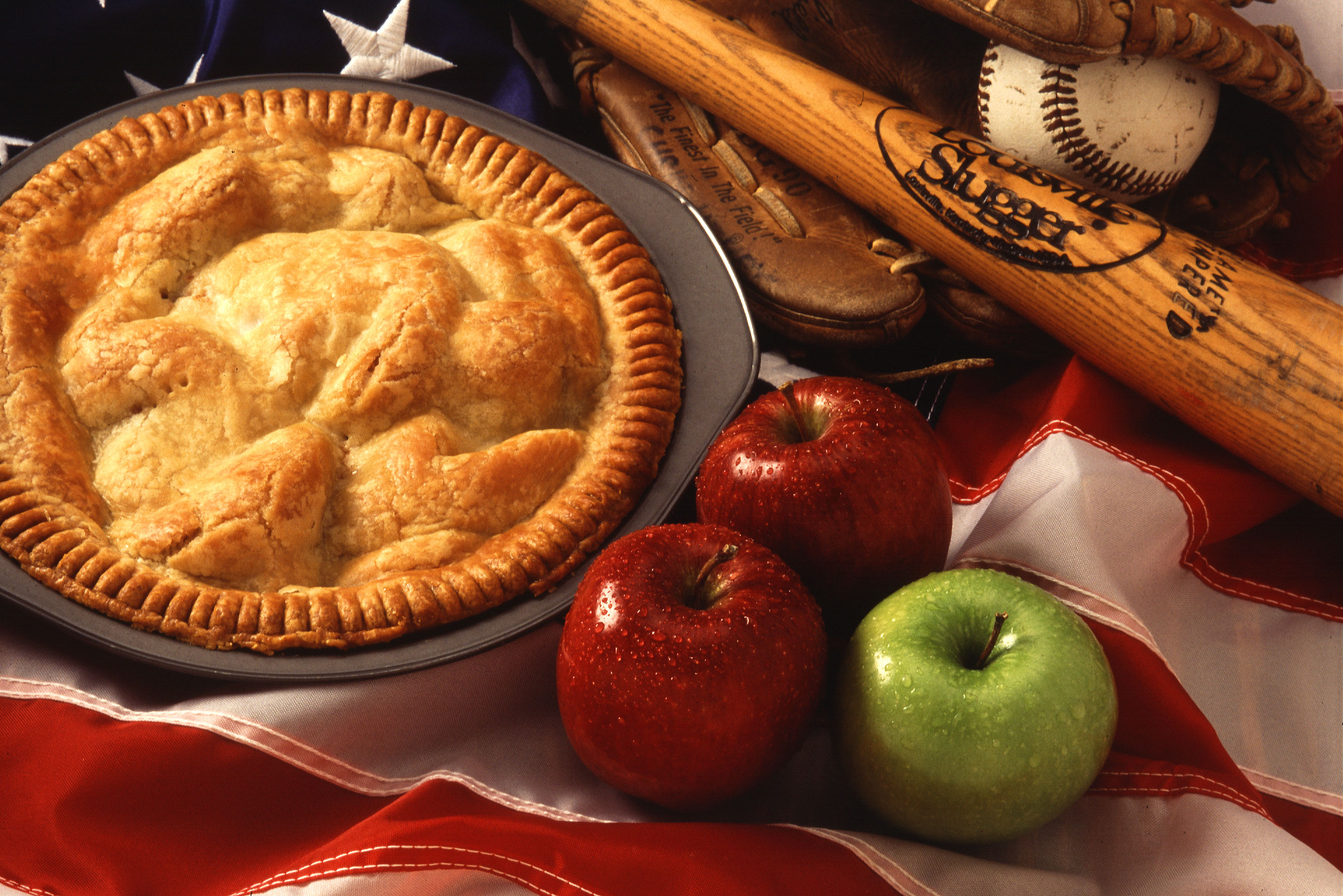
یکی از نشان‌های فرهنگ آمریکایی شیرینی پای سیب است، اصالت این شیرینی به آشپزی نژاد انگل‌های بریتانیا بر می‌گردد.